# Траммелл, Сэм
Сэм Тра́ммелл (англ. Sam Trammell, род. 29 января 1969, Новый Орлеан) — американский актёр. Наиболее известен ролью Сэма Мерлотта в драматическом телесериале «Настоящая кровь».

## Биография
Сэм Траммелл родился 29 января 1969 года в Новом Орлеане. Он окончил среднюю школу Джорджа Вашингтона в Чарлстоне, Западная Виргиния. Своё обучение Траммелл продолжил в Брауновском университете и университете Парижа.

## Личная жизнь
9 августа 2011 года Сэм стал отцом двух близнецов от своей девушки Мисси Ягер, которых назвали Винстон и Гас. Они познакомились в 2003 году, работая вместе на Бродвее.
С 2020 г. — в отношениях с актрисой Эммануэль Шрики.

## Фильмография
| Год       |   | Русское название                    | Оригинальное название               | Роль                  |
| --------- | - | ----------------------------------- | ----------------------------------- | --------------------- |
| 2000      | ф | Ритм                                | Beat                                | Ли                    |
| 2000      | ф | Осень в Нью-Йорке                   | Autumn In New York                  | Саймон                |
| 2003      | ф | За гранью разума                    | Undermind                           | Деррик Холл/Зейн Вайе |
| 2004      | с | Доктор Хаус                         | House M.D.                          | Этан Хартиг           |
| 2005      | с | Кости                               | Bones                               | Кен Томпсон           |
| 2006      | с | C.S.I.: Место преступления Нью-Йорк | CSI: NY                             | Чарльз Райт           |
| 2006      | с | Декстер                             | Dexter                              | Мэтт Чемберс          |
| 2007      | ф | Чужие против Хищника: Реквием       | Aliens vs. Predator: Requiem        | Тим О'Брайен          |
| 2008—2014 | с | Настоящая кровь                     | True Blood                          | Сэм Мерлотт           |
| 2010      | с | Капля настоящей крови               | A Drop of True Blood                | Сэм Мерлотт           |
| 2011      | ф | Пушки, тёлки и азарт                | Guns, Girls And Gambling            | шериф Коули           |
| 2011      | ф | Детали                              | The Details                         | Крис                  |
| 2014      | ф | Виноваты звёзды                     | The Fault in Our Stars              | Майкл Ланкастер       |
| 2016      | ф | Абсолютная власть                   | Imperium                            | Джерри Конвэй         |
| 2019      | ф | Нэнси Дрю и потайная лестница       | Nancy Drew and the Hidden Staircase | Карсон Дрю            |
| 2019      | с | Тайный орден                        | The Order                           | Эрик Кларк            |
| 2019      | ф | Прорыв                              | Breakthrough                        | доктор Кент Саттерер  |
| 2020      | с | Родина                              | Homeland                            | Бенджамин Хэйс        |
| 2021      | ф | Те, кто не молчат                   | Unsilenced                          | Дэниел Дэвис          |
| 2022      | ф | Парящий тигр                        | The Tiger Rising                    | Роб Хортон-старший    |

## Награды и номинации
| Год  | Награда                        | Категория                                         | Работа          | Результат |
| ---- | ------------------------------ | ------------------------------------------------- | --------------- | --------- |
| 2009 | Премия «Спутник»               | «Лучший актёрский состав в телесериале»           | Настоящая кровь | Победа    |
| 2009 | Scream Awards                  | «Лучший творческий ансамбль»                      | Настоящая кровь | Номинация |
| 2010 | Премия Гильдии киноактёров США | «Лучший актёрский состав в драматическом сериале» | Настоящая кровь | Номинация |
| 2010 | Scream Awards                  | «Лучший актёр второго плана»                      | Настоящая кровь | Номинация |
| 2010 | Scream Awards                  | «Лучший творческий ансамбль»                      | Настоящая кровь | Номинация |
| 2011 | Scream Award                   | «Лучший творческий ансамбль»                      | Настоящая кровь | Победа    |